# Henri Vandeputte
Henri Vandeputte, né à Schaerbeek le 16 février 1877, mort à Ostende le 4 avril 1952, est un écrivain belge francophone principalement connu pour ses poésies naturistes. 

## Biographie

### Famille
Henri Romain Marie Vandeputte est né à Schaerbeek au n° 131 de la rue de Brabant, le 16 février 1877. 
Son père, important négociant en rubans à la rue Saint-Jean à Bruxelles et bibliophile, Charles Vandeputte, avait épousé à Bruxelles en 1874 Marie Van Develde, fille d'un négociant bruxellois.
Henri Vandeputte épouse en premières noces à Ixelles en 1899 Marie Josephe Flore Hiernaux. Parmi les témoins se trouvaient les écrivains Arthur Toisoul (1875 - 1951) et Herman Dons (1873 - 1953). Henri Vandeputte divorce à Ixelles le 8 octobre 1910. Deux enfants sont issus de cette union. 
En secondes noces, à Ixelles, en 1910, il épouse Hélène Elisabeth Riffelmacher, une Française née au Havre mais dont les parents s'étaient mariés à Ixelles en 1878. Le poète et dramaturge Pierre Broodcoorens était témoin du mariage. Ce deuxième mariage se terminera également en divorce.
Il se mariera une troisième fois, après la Grande Guerre, alors qu'il est gérant à Ostende du  Kursaal. Il aura une fille de ce mariage qui finira également par un divorce.
Il meurt en 1952 à Ostende, quasi oublié. Il repose au cimetière d'Ostende à la Stuiverstraat.

### Trajectoire de vie
Henri Vandeputte travaille tout d'abord dans le commerce de son père. Mais pris par la passion du jeu, il s'endette, et part ensuite aux Etats-Unis de 1907 à 1910. 
En 1895 il fonde une revue intitulée L'Art jeune, qui s'inspire des théories naturistes de Saint-Georges de Bouhélier, très lié à Christian Beck, puis, avec ce dernier, une revue mensuelle de littérature, Antée, de 1905 à 1908, et où il est chargé de la chronique de la vie et des arts. Après avoir fusionné avec L'Ermitage, Antée est rachetée par La Nouvelle Revue française.
Il fut l'ami d'Ensor, de Verhaeren mais aussi de Léon Spilliaert qui fit son portrait.
Après la première guerre mondiale, il gère le Kursaal d'Ostende jusqu'à la crise des années 1930. Il ouvrira alors une galerie d'art à Anvers, gérera par après brièvement le Casino de Namur, tiendra une librairie à Ostende, et finalement une bouquinerie dans cette même ville, la Librairie de la bibliothèque à la rue de Madrid, où il vendra aussi sa propre bibliothèque. Mais toute sa vie, la littérature sera son vrai centre d'intérêt. Hugo Claus parlera de lui, avec qui il avait des relations suivies, dans une interview radiodiffusée, comme de son professeur en poésie.  
Ses œuvres complètes éditées par Victor Martin-Schmets ont été publiées en douze volumes par la librairie bruxelloise Tropismes en 1992.

## Sources
- Henri Vandeputte sur ServiceDuLivre.be
- Henri Vandeputte sur Larousse.fr
- Henri Vandeputte sur objectifplumes.be